# Acanthophyllum krascheninnikovii
Acanthophyllum krascheninnikovii är en nejlikväxtart som beskrevs av Boris Konstantinovich Schischkin. Acanthophyllum krascheninnikovii ingår i släktet Acanthophyllum och familjen nejlikväxter. Inga underarter finns listade i Catalogue of Life.